# Lee Allen (saxofonist)

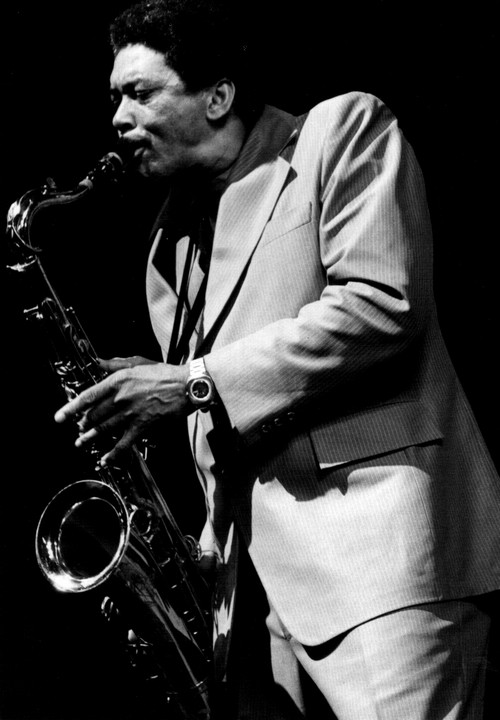
Lee Allen in 1980

Lee Allen (Pittsburg (Kansas), 2 juli 1927 – Los Angeles, 18 oktober 1994) was een Amerikaanse tenorsaxofoonspeler. Hij was een belangrijke figuur in de muziekscene van New Orleans in de jaren 1950 en is te horen op talrijke klassieke rock-'n-roll- en rhythm-and-blues-platen. Hij was een vaste waarde in de opnamestudio's van New Orleans in die jaren en is te horen op de grootste hits van Little Richard (o.m. Tutti Frutti en Good Golly Miss Molly) en Fats Domino. Andere artiesten waarmee hij opnamen maakte waren onder anderen Huey "Piano" Smith, Smiley Lewis, Lloyd Price, Professor Longhair, Shirley & Lee, Earl King, Guitar Slim en Ernie K-Doe. 
Lee groeide op in Colorado en kreeg een atletiek- en muziekbeurs aan het Xavier College in New Orleans. Daar begon hij in clubs te spelen en in 1948 kon hij zijn eerste plaat opnemen. Hij verwierf een plaats in het huisorkest van de J&M Studios, dat samengesteld was door Dave Bartholomew en waarin ook saxofonist Alvin "Red" Tyler en drummer Earl Palmer speelden; de carrières van Allen en Palmer liepen grotendeels parallel. Dat orkest speelde op talloze R&B- en rock-'n-roll-hits die uitkwamen op platenlabels als Specialty Records, Aladdin, Imperial en Ace. Hij toerde ook vele jaren met de band van Fats Domino en op bijna alle hits van Domino speelde hij een saxsolo.
In 1957 kreeg hij een solocontract bij Ember Records. Zijn instrumentale single Walkin' With Mr. Lee' bracht het in 1958 tot nummer 54 op de Billboard Hot 100.
Midden de jaren 1960 volgde hij het voorbeeld van Earl Palmer en verliet New Orleans en de band van Fats Domino om zich te vestigen aan de westkust in Los Angeles. Hij vormde er een trio en speelde met onder meer T-Bone Walker en Big Joe Turner.
In 1972 was hij te horen op het album "Gumbo" van Dr. John en enkele jaren later ging hij weer spelen bij Fats Domino. 
Begin de jaren 1980 nam hij twee soloalbums op en vervoegde The Blasters, een rootsrock- en rockabillygroep gevormd door de broers Phil en Dave Alvin. Hij toerde uitgebreid met deze band en speelde mee op een aantal van hun albums.
Zijn laatste opname was in 1992 met een aantal grote namen uit New Orleans, waaronder Earl Palmer, Alvin Tyler, Dr. John en Allen Toussaint, onder de groepsnaam "Crescent City Gold". Dit resulteerde in het album  "The Ultimate Session", uitgebracht in 1994 kort voor zijn dood.
Phil Alvin noemde hem "een van de belangrijkste instrumentalisten in de rock-'n-roll" en Earl Palmer verklaarde dat "Lee een fenomenale speler was". Lee Allen had een "vette" saxofoonsound die geïnspireerd was door zijn favoriete saxspeler Illinois Jacquet.
- Bibliothèque nationale de France: cb13968373b (data)
- Gemeinsame Normdatei: 134841425
- International Standard Name Identifier: 0000 0000 5517 1844
- Library of Congress Control Number: n84077429
- MusicBrainz: 3b5e607d-7d23-451d-9417-6af486782e6a
- Virtual International Authority File: 34650749
- WorldCat: E39PBJmpbvGKY8Dp4VYBYtY3wC